# Траверс (фортификация)

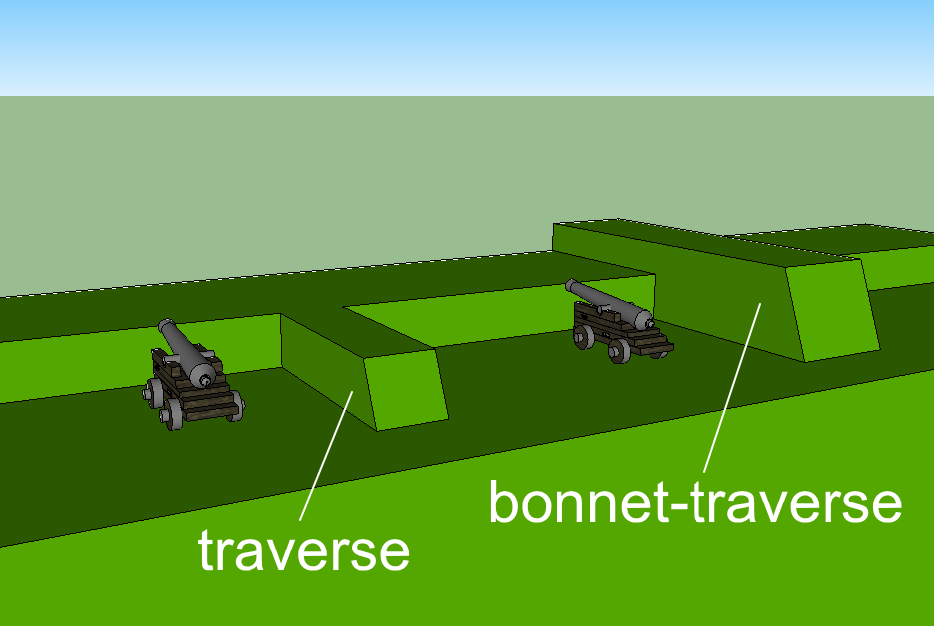
Траверс на батарее

Тра́верс — поперчный вал, преграда, прикрышка, для защиты от пуль и ядер, элемент открытых фортификационных сооружений (траншей, ходов сообщения и тому подобное) в виде поперечного вала, который располагают на протяжённых прямолинейных участках для прикрытия входов, защиты от рикошетов и тому подобное.

## История
Первое появление траверсов относят к использованию их в апрошах в XVI веке при возрождении практики осады крепостей.
Как правило, при отрывке укреплений траверсы располагают в виде выступов или в виде насыпей с целью защиты личного состава во внутреннем пространстве от поражения фланговым, тыльным, продольным или навесным огнём, а также — от поражающих факторов ядерного оружия.

## Виды и типы
Конструкционно, траверсы могут быть:
- большими для защиты от продольного огня полевой артиллерии[4],
- малыми для защиты от огня стрелкового оружия[4],
- оборонительными[8],
- примкнутыми[2][9],
- на скатах, которые обращены к противнику[2],
- обходными с обеих сторон[2],
- висячими в виде земляной насыпи на настиле[2][10],
- поперечный — перегораживает колганки или рвы и предохраняет от анфиладного огня[7],
- тыльный — обеспечивает защиту от тыльного огня[11].